# Bretton's
Bretton's was een luxe warenhuisketen in Canada. De keten was actief van 1985 tot 1996.

## Geschiedenis
De eerste twee Bretton's-winkels werden in 1985 in Ottawa geopend door het moederbedrijf, Comark Incorporated. Comark (opgericht in 1976), eigendom van de Nederlandse familie Brenninkmeijer, was eigenaar van veel winkelketens, waaronder Ricki's, Bootlegger, Clark Shoes, Collacut Luggage en D'Aillards en de modeketen C&A.
Brettons verkocht kleding en cosmetica om zich te kunnen richten op producten met een hoge marge en een hoge omzet. Hun winkels waren met een gemiddelde oppervlakte van 6.000 m2, kleiner dan een gemiddeld warenhuis.
Comark wilde 40 tot 50 vestigingen van Bretton's openen, maar werd tegengehouden door de bestaande warenhuizen, die doorgaans clausules in hun winkelcentrahuurcontracten hadden, die hen toestonden om huurcontracten met andere winkels goed te keuren of af te wijzen.

## Locaties
- Ottawa: Rideau Centre
- Ottawa: St. Laurent Shopping Centre
- Toronto: Manulife Centre
- Toronto: Sherway Gardens
- Vaughan: The Promenade
- Winnipeg: Polo Park Shopping Centre
- Calgary: Chinook Centre
- Calgary: Market Mall
- Edmonton: West Edmonton Mall
- Burnaby: Eaton Centre Metrotown
- Mississauga: Square One Shopping Centre